# Crkva sv. Josipa u Svirčima
Crkva sv. Josipa nalazi se u Svirčima, općina Jelsa, otok Hvar.

## Opis
U jugozapadnom dijelu naselja Svirče, uz lokalni put koji vodi prema Vrbanju, izgrađen je stambeni sklop «Šimunića dvori» u sklopu kojega je i crkva sv. Josipa. Crkvu je 1671. godine sagradio kanonik Nikola Šimunić sa svojom braćom. U Šimunića dvorima su tijekom 17. i 18. stoljeća redovito odsijedali hvarski biskupi prilikom kanonskih pohoda Svirčima. Crkva sv. Josipa pravokutnog je tlocrta, bez apside, pročelja okrenutog ka sjeveru. Građena je priklesanim kamenom u mortu, a na istočnom, zapadnom i južnom pročelju vidljivi su tragovi nadogradnje. Na glavnom, sjevernom pročelju je portal s polukružnom profiliranom lunetom u kojoj je postavljena u kamenu izrađena rustična glava sv. Josipa. Na nadvratniku je uklesana godina gradnje i natpis:
U zabatu glavnog pročelja izvorno je stajala trodijelna kamena preslica, koja se urušila, pa je 1969. godine zamijenjena novom, kamenom jednodijelnom preslicom.

## Zaštita
Pod oznakom Z-5611 zavedena je kao nepokretno kulturno dobro - pojedinačno, pravna statusa zaštićena kulturnog dobra, klasificirano kao "sakralna graditeljska baština".